# Gabriel Noradounghian
Gabriel Efendi Noradounghian (arménien : Գաբրիել Նորադունքեան, turc : Gabriyel Noradunkyan Efendi), né le 6 novembre 1852 à Constantinople (Empire ottoman) et mort en novembre 1936 à Épinay-sur-Seine, est un diplomate et homme politique arménien ayant occupé des fonctions élevées au sein de l'Empire ottoman, notamment celles de conseiller juridique du ministère des Affaires étrangères de 1883 à 1912, de ministre des Travaux publics, du Commerce et de l'Agriculture de 1908 à 1910 et enfin de ministre des Affaires étrangères de 1912 à 1913. Critiqué pour son rôle dans les guerres balkaniques, il démissionne après le coup d'État ottoman de 1913 (en) et s'installe à Paris en 1915. Après la Première Guerre mondiale, il représente les Arméniens aux conférences de Paris (1919) et de Lausanne (1922).

## Biographie

### Jeunesse et études

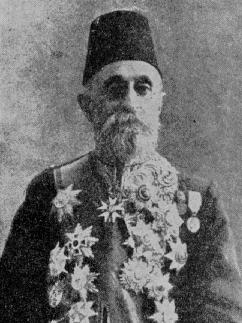
Gabriel Noradounghian en costume diplomatique.

Gabriel Noradounghian est né le 6 novembre 1852 à Selamsız (en), quartier d'Üsküdar, un district de Constantinople. Il est le fils de Krikor Noradounghian, un boulanger local fournissant le palais de l'empereur Abdülmecid Ier,. Sa famille est originaire du village d'Agn (aujourd'hui Kemaliye), près d'Erzincan. Ayant reçu son éducation primaire à la maison, Gabriel Noradounghian va ensuite au Lycée français Saint-Joseph dans le district de Kadikoy, lycée dont il est diplômé en 1869.
En 1870, après avoir obtenu son diplôme de l'Université Saint-Joseph, Gabriel Noradounghian continue ses études en droit et en science politique à l'Université de la Sorbonne à Paris. Il profite de son séjour dans la capitale française pour suivre des cours au Collège de France et pour approfondir son cursus en science politique à l'École libre des sciences politiques. Il est diplômé d'une licence de droit en 1875.

### Parcours professionnel
Il rentre à Constantinople en 1875 et devient professeur de droit au Mekteb-i Hukuk-ı Şahane. Il est ensuite nommé par Mahmud Nedim Pacha au poste de secrétaire au Ministère des Affaires Étrangères. En 1877, il fait partie des négociateurs au sein des commissions établies par les gouvernements ottoman et russe pendant et après la guerre russo-turque (1877-1878).
En 1883, Gabriel Noradounghian devient conseiller juridique du Ministre des Affaires Étrangères, poste qu'il tient pendant vingt-neuf ans.
Membre actif de la communauté arménienne de l'Empire, il devient le président de l'Assemblée nationale arménienne en 1894.
Gabriel Noradounghian publie Recueil d'actes internationaux de l'empire Ottoman, une compilation en quatre volumes de traités conclus entre l'Empire ottoman et ses voisins traduits en français.
Après la Révolution des Jeunes-Turcs en août 1908, Gabriel Noradounghian est nommé Ministre du Commerce et ce jusqu'en janvier 1910. En décembre 1908, il est aussi élu membre du nouvellement formé Sénat de l'Empire ottoman.
Gabriel Noradounghian devient ensuite Ministre des Affaires Étrangères de l'Empire ottoman entre le 22 juillet 1912 et le 23 janvier 1913, sous le règne de Mehmed V et dans les gouvernements d'Ahmed Muhtar Pacha et de Kâmil Pacha.

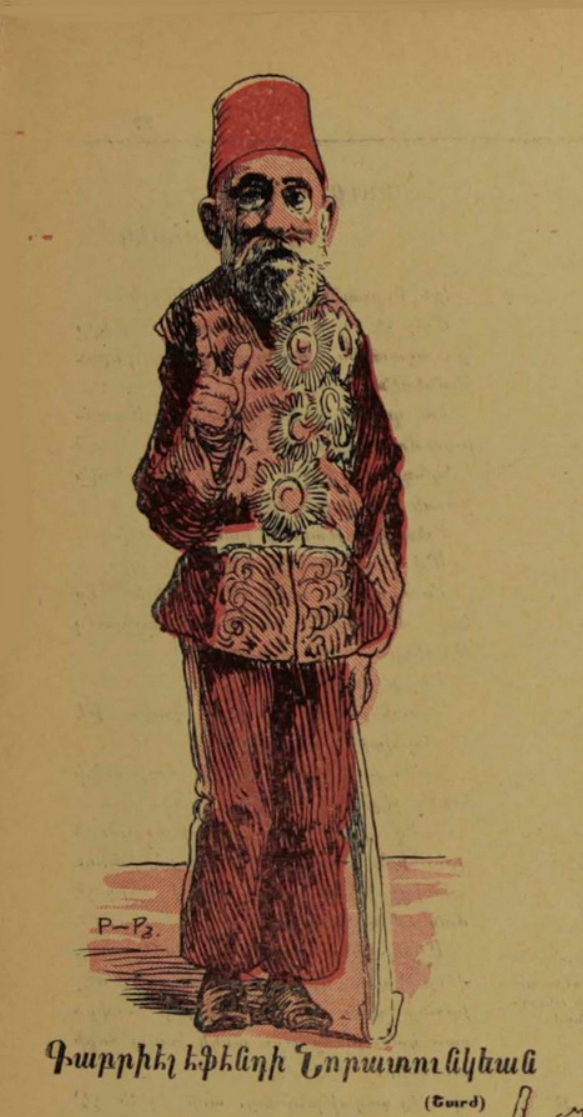
Caricature de Gabriel Efendi Noradounghian publiée dans le périodique satirique arménien ' basé à Tbilissi après sa démission.

Il s'installe en Europe en 1915 et prend la tête du Comité National arménien représentant les Arméniens à Lausanne. Après son arrivée en Europe, ses propriétés à Constantinople sont confisqués.
Gabriel Noradounghian est un ardent partisan de la création d'un État arménien indépendant en Anatolie. Après la signature du Traité de Lausanne, il s'installe à Paris, où il prend la tête d'une variété d'organisations humanitaires arméniennes. Il devient alors le vice-président de l'Union générale arménienne de bienfaisance (UGAB).
Gabriel Noradounghian meurt en novembre 1936 à Épinay-sur-Seine. Il avait auparavant dicté sa biographie, mais seuls des fragments nous sont parvenus.
Il parlait le turc ottoman, l'arménien, l'italien, le français et l'anglais.